# 审查制度

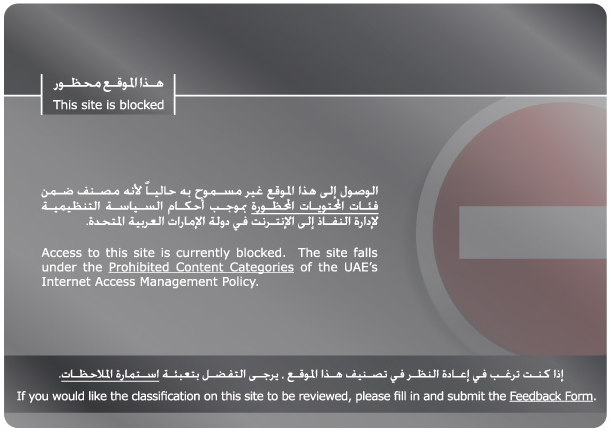
阿联酋网站封禁页面

审查制度（英語：censorship），又称檢閱制度，通常指某些政府機構、新闻媒体和其他控制机构对被认为是有害的、敏感的、或是不合适的演讲及其他公共言论的抑制。典型的情况是，审查制度是由政府、宗教团体或者大众传媒施行的社會控制手段，也可能存在其他的审查制度施行方式。如果控制在适当的范围内，对于相关国家机密、商业秘密、知识产权，以及享有特权的「律师-代理人」之间的交流信息控制，則不在审查制度定义范围内。因此，「审查制度」常常暗示着內含不利的、不适当的和需要压制的秘密。
西方的Censorship（审查制度）一詞自Censor而來。Censor為拉丁語，指古羅馬政府官員，其職責為登記公民戶口、評估其財產數額、考核公眾道德與管理公款，其後漸成為檢閱之意。审查制度现在一般指掌控团体或机构控制信息向公众的传播，或者将这些信息消除。审查制度与言论自由和表达自由的概念紧密相关。如果检查制度被滥用，它也常常被与戒嚴、践踏人权、独裁统治和箝制自由并置，因此常带有贬义，常暗指某一类人通过滥用他们对信息的控制权，获取个人利益，或者阻止他人接触到本来他们可以接触到的信息（通常这些信息可以用来验证人们的结论是否正确）。
審查制度如果被濫用可能會涉及公共權力對個人權利的侵犯，但即使是约翰·弥尔顿在其書中也論證在適當議題上保留審查制度的合法性。世界各國家和地區均有不同程度的審查制度（即使一些國家在憲法中確認了公民言論自由之權利），一般来说較為明顯的審查制度會出現在社會主義國家、封建國家。

## 历史
公元前399年，希腊哲学家苏格拉底否认希腊政府审查其哲学教义的企图，但被指控与雅典青年腐败有关的附带指控，並被判处死刑。
柏拉图记录了苏格拉底定罪的细节，内容如下。 公元前399年，苏格拉底受审，随后被判犯有破坏雅典青年的思想和亵渎宗教的罪名（asebeia，“不信奉国家之神”），并判处死刑 通过喝含铁杉的混合物。
据说苏格拉底的学生柏拉图在他的《理想国》一文中主张审查制度，反对民主的存在。与柏拉图相反，希腊剧作家欧里庇得斯（Euripides）（公元前480-406年）捍卫了自由出生男人的真正自由，包括言论自由的权利。1766年，瑞典成为第一个依法废除审查制度的国家。

## 审查的种类

### 按主题和议程
審查制度的基本原理根据受到審查的数据类型的不同而不同。基本上有五种主要的審查方式：
- 道德審查 就是要通过检查来消除被认为有道德问题的内容。審查机构反对某些材料背后的价值观并且限制人们接触这些材料。例如，色情产品就经常受到道德检查制度的限制。另外一个例子是，1932年，由于据《国家电影登记条例》，「在文化，历史，或者美学上露骨地」宣扬暴力，美國1930年拍摄的电影《疤面人》也成了这种道德審查制度的禁止对象。
- 军事審查 就是防止敌人获取军事情报和军事策略，并保持其隐密性的过程。军事審查制度是用来反间谍的。此外，军事检查可能还包括控制信息和大众传媒將特定主题向公众报道。比如美国政府就禁止大众传媒把对伊拉克作战中阵亡的美军的尸体和棺材的照片向观众公开。这么做是为了防止公众作出像在越南战争或者伊朗人质危机中的反应。这种军事審查民主国家有時會以「保护国家安全的必要手段」為由而實施。
- 政治審查 如果政府控制秘密信息流向公民，就属于政治審查。
- 宗教審查 就是要消除任何影响某一信仰的东西。宗教审查常常是一个占据优势的主流宗教为限制弱势宗教团体而制定的。除此之外，某一宗教还可能删除被认为是对他们的信仰而言不合适的内容。
- 商业審查 指的是企业中的媒体公关人员防止不利于本企业或本企业的合作伙伴的信息见诸媒体的行为。专門新闻报道业的私有企业有时候还会因为信息可能带来的损失，比如客户流失、广告商流失、股票价值下降等等，而拒绝透露信息。请参考媒体偏见（Media Bias）。

### 按內容
按審查內容分類有：
- 資格審查
- 信用審查

### 按審查方法
- 資訊科技稽核
- 同行評審

### 对国家机密的審查与防止外界关注
在战争时期，政府常常会实行公开的审查制度，以防止因为信息流通带给有利敌方的资料。常见的审查方式是不能够透露时间与地点等信息，或者等到这些信息（比如跟一次作战行动有关的信息）不再可能被敌方利用的时候才能被传播出去。在战时的信息审查的道德问题上，人们常常有不同的评判标准。因为，透露战略性信息给敌方可能会给本国军队带来危险，甚至导致全盘战败。在第一次世界大战期间，英国军人的信件会受到审查。当时军官会拿着黑墨水笔浏览士兵的信件，把可能透露军情的部分涂掉，然后信才能被邮递出去。第二次世界大战时期的著名标语「議論不密，船艦則沉（Loose lips sink ships）」就是被用来說明检查制度的正当性，并且要求士兵们能够依照对敏感信息的保密措施保持自律。

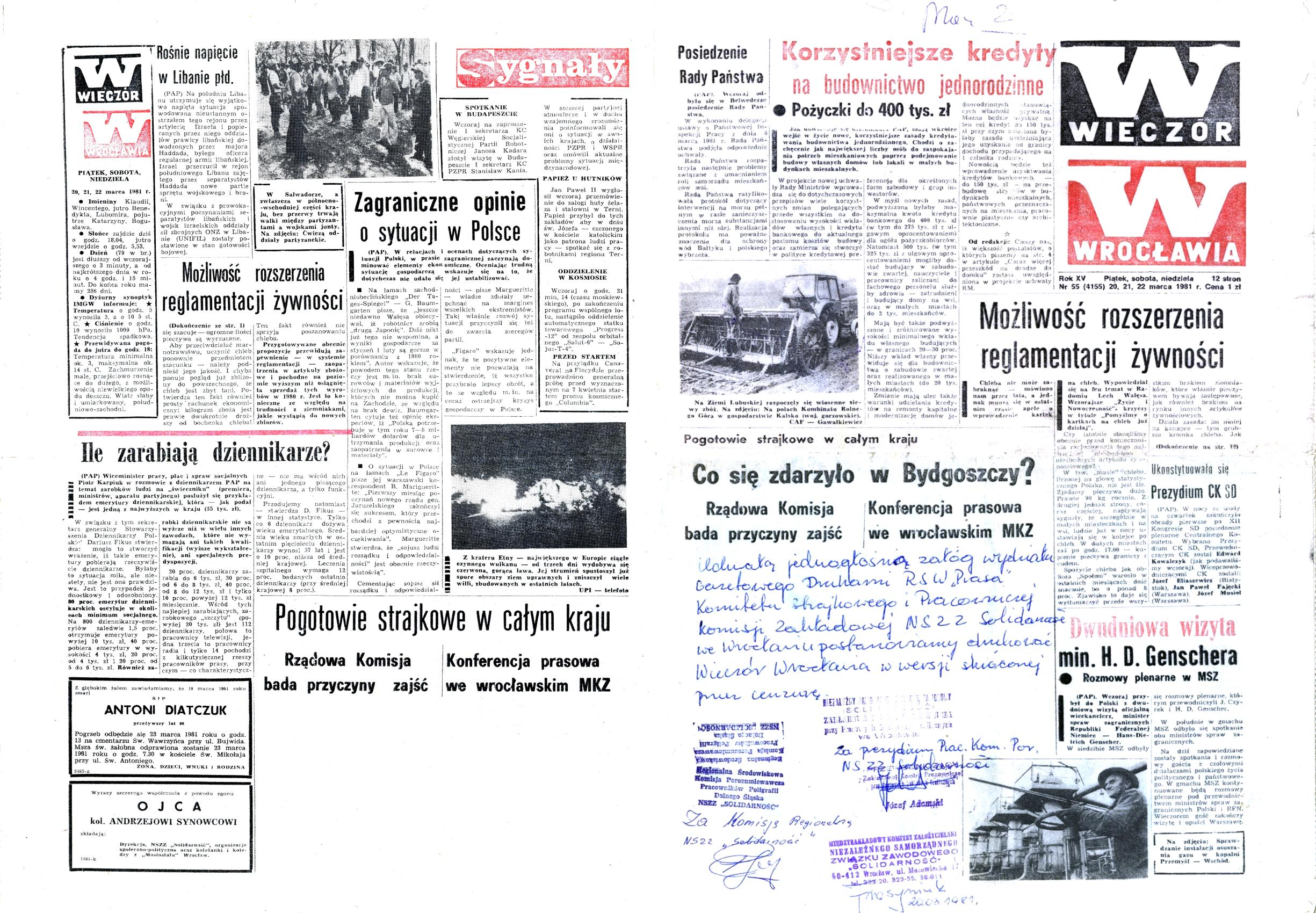
Wieczór Wrocławia" - 波兰人民共和国弗罗茨瓦夫的日报，编辑于1981年3月20日，每一页都受到了审查干涉---在标题"Co zdarzyło się w Bydgoszczy?"（比得哥煦发生了什么？）和"Pogotowie strajkowe w całym kraju"（遍布全国的罢工警告）的下面，审查者删除了关于罢工警告的部分；从此印刷厂的工人们废除了官方的宣传处。右页也包括了一份地方团结工会手写的对作出的决定的书面证实。

另一个著名的例子是来自斯大林统治时期苏联的“净化政策（Sanitization）”與「除憶詛咒」。那时，公开使用的照片常常被篡改，消去了照片上被斯大林判处死刑的人们，尽管一些过去的照片或许会被人们记住或是已经保存了起来。这种有计划有系统的对公众的历史观进行篡改也被视为斯大林主义和极权主义的主旋律。更近一些，官方对一些电视工作人员出现在战死军人的棺材运输现场的行为持保留态度，这被当成审查制度的一部分。而这个特殊的例子明显表明了审查制度的不完善或失败，因为众多棺材的照片经常出现在报纸、杂志和网站上。

### 教育资源的審查
學校教科書裏的內容常常存在爭議，而它們的受衆是年輕人。「粉刷」（whitewashing）一詞被泛指為對評論的選擇性删除、銷毀證據或意見。歷史上的戰爭罪行存在著嚴重爭議，比如南京大屠殺、猶太人大屠殺（或猶太人大屠殺否定論），以及有關越南戰爭的冬季士兵調查會。基于不同社會意識的表述或是不恰當的表述都會在無形中助長國家主義、偏激、或愛國主義觀點。
除此之外，一些宗教團體不時試圖阻礙學校教授進化論，因爲進化論與他們的宗教信仰似相抵觸。學校性教育和教科書中安全性行爲、避孕教育的內容也是進行信息管制的例證。
中学教育中对历史事实的表述方式会极大地影响对当前的思潮、主张、社会进程的理解。一种意见主张对信息传播方式进行审查，因为一些信息对年轻人来说不适当。但「不适当」这种提法本身还有争议，因为这个词含义有了很大变化。关于审查制度的一个讽刺意味的例子是华氏451度。原书基调是反对审查制度，但大多数学校使用的Ballantine版的华氏451度中分布着对雷·布莱伯利所著原版的75处修改、删节和改动。

### 压制／伪造 科学研究
科学研究有可能遭到压制或是伪造，因为它们损害了资助者的政治、经济等方面的利益，或是无助于实现研究者的意识形态上的目的。比如说：一种新药的危害被禁止公诸于众，或是片面强调它的疗效却闭口不谈它的毒副作用。

### 对音乐与流行文化的审查

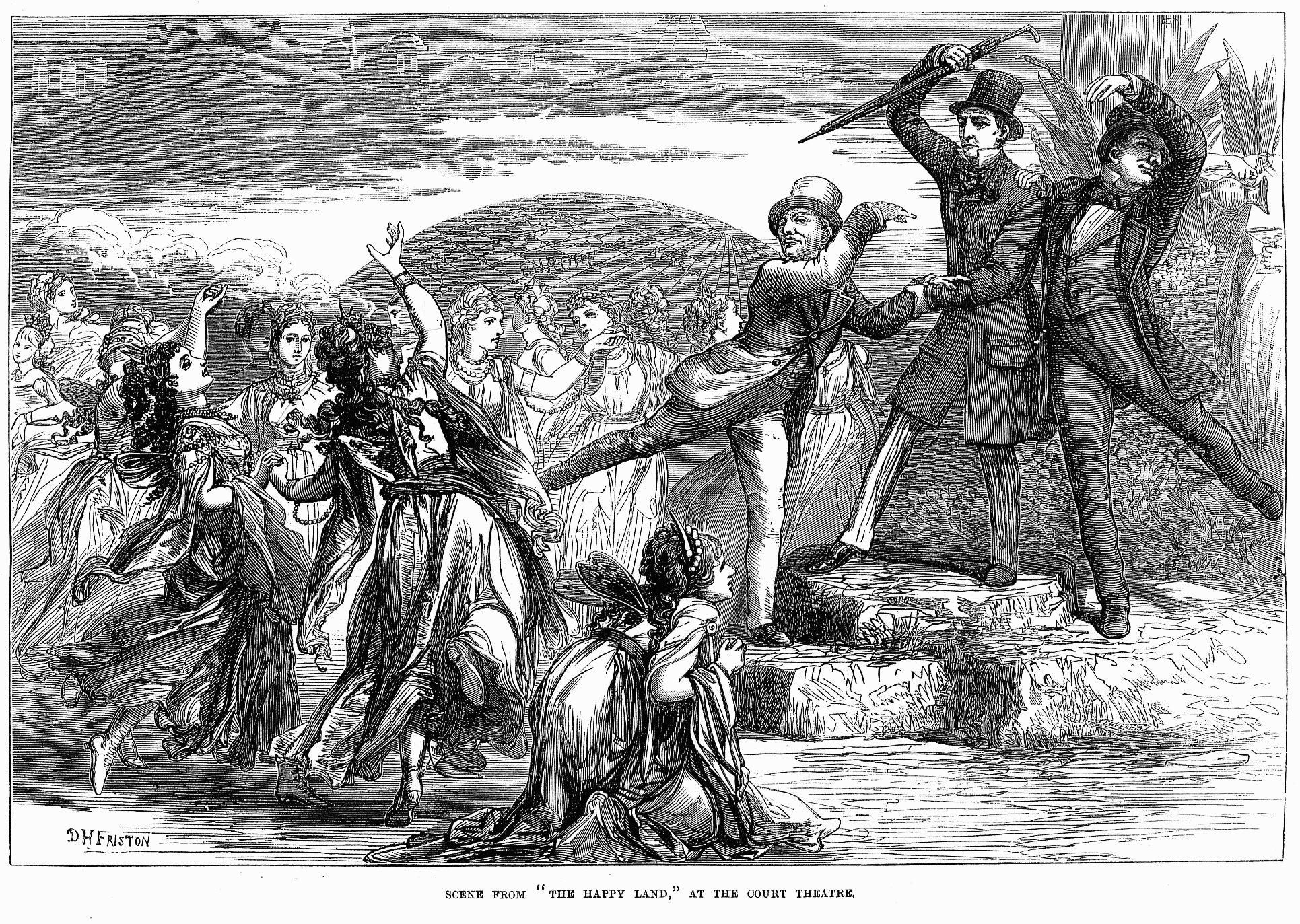
在维多利亚时代的英格兰，对公职人员的描写也被禁止。上图是宫务大臣（负责审查戏剧的官员）在1873年封杀的戏剧The Happy Land，因为戏剧中有对威廉·尤尔特·格莱斯顿首相和他的两位内阁部长的描写。作为回应，上演剧院的经理Marie Litton同意做一个修正版，并重印了剧本，将删节部分以大写字母标出以便审查。

一些美国音乐家例如弗兰克·扎帕一再对音乐的审查表示不满并努力争取更多的言论自由。1986年，扎帕出现在CNN节目「交叉火力」上，抗议对摇滚乐歌词的审查。他否认有争议的内容、歌词和信息的传播会对社会造成危害或引发动荡。
在苏丹、阿富汗、中華人民共和國等国，对音乐人的权利和言论自由的侵犯是家常便饭。在美国和阿尔及利亚，游说组织成功地避免了将流行音乐与音乐会联系起来，也远离了媒体和零售业。而在前南斯拉夫，音乐人往往充当政治剧的爪牙，言论自由受到消极影响。
对音乐的审查通常与国情、宗教、教育机构、家庭、传播者以及游说组织有关，并且多数情况下它们都有悖于人权的国际惯例。
一个与音乐有联系的例子是舞蹈，它常常成为宗教改革者和政府管制的靶子。

### 拷贝／图片／作者  授权
拷贝授权是指对阅读并修改文章的权力，通常针对出版前的采访材料。很多出版者拒绝提供拷贝授权，但是文章一旦与公众关心的名人有关后，就会渐渐成为一种普遍行为。图片授权用来授权个体哪些照片能出版哪些不能。在图片授权上的坚持较著名的有罗伯特·雷德福。

### 地图影像的审查
Google Earth及蘋果地圖会审查地图上一些可能关系国家安全的地区。相关焦点如下：
- 印度前总统阿卜杜尔·卡拉姆曾表示对印度的一些敏感地区的高分辨率图象的实用性表示关注。
- 印度空间研究组织声称，Google Earth对印度的安全构成威胁，并寻求与Google的官员对话。
- 韓國政府对该软件提供总统府和各种军事设施的影像表示关注，这些图象可能被他们的敌对邻国朝鮮利用。
- 2006年，一名用户发现中国大陸边疆地区的一处大的测绘图的拷贝。所用模型据称是一份喀喇昆仑山的1/500的比例模型，该地区现在处于印度的实际控制下。
- 澳大利亚悉尼的Lucas Heights核反应堆的工作人员曾请求Google审查核设施的高分辨率图片，但不久就收回了请求。
- 以色列政府也对自家领土上一些敏感地区的高清晰度图象表示了关注，并向其施加压力。因为地图上没有清楚区分「以色列领土」和「以色列军占领的领土」的细节。
- 美国副总统的住处、华盛顿的美国海军天文台，以及诺克斯堡的联邦黄金储备处也上了數位地图。
- 在摩洛哥，被政府部分拥有的互联网服务提供者摩洛哥电信禁止它的用户访问Google Earth长达两年以上，但禁令在2008年初被取消了。
- 蘋果地圖因為將中華民國國軍裝備的長程預警雷達清楚呈現而被立法委員關切，中華民國政府表示已發函要求Google公司與蘋果公司將台灣地圖上軍事地區及設施予以模糊化處理。

## 参見
相关条目
- 焚书
- 取消文化
- 寒蟬效應
- 愚民政策
- 網路主權
- 联邦通信委员会
- 仇恨言論
- 人权
- 查禁目錄
- 2019冠状病毒病疫情对新闻界的影响
- 忠誠度市場理論
- 电影制作守则
- 《一九八四》
  - 真理部
  - 思想罪
  - 思想警察
- 針對公眾參與的策略性訴訟
- 禁忌
- 史翠珊效应

自由
- 学术自由
- 艺术自由
- 新闻自由
- 言論自由
- 思想自由

### 引用
1. ↑  徐千邦.  (thesis论文). 2013  [2020-06-18]. （原始内容存档于2020-06-21） （中文（繁體））.
2. ↑  刘维薇, editor. . . ISBN 978-7-5117-3606-2. OCLC 1077296115.
3. ↑  . 弁護士ドットコム.   [2018-05-19]. （原始内容存档于2015-08-12） （日语）.
4. ↑  John Milton. Richard Claverhouse Jebb , 编. . London. 1644-11-23.
5. ↑  M.F. Burnyeat (1997), The Impiety of Socrates （页面存档备份，存于） Mathesis publications; Ancient Philosophy 17 Accessed November 23, 2017
6. ↑  Debra Nails, A Companion to Greek and Roman Political Thought （页面存档备份，存于） Chapter 21 – The Trial and Death of Socrates （页面存档备份，存于）  John Wiley & Sons, 2012  ISBN 1-118-55668-2 Accessed November 23, 2017
7. ↑  Warren, J. . J Hell Stud. 2001, 121: 91–106. JSTOR 631830. PMID 19681231. doi:10.2307/631830.
8. ↑  Linder, Doug (2002). "The Trial of Socrates" （页面存档备份，存于）. University of Missouri–Kansas City School of Law. Retrieved September 12, 2013.
9. ↑  "Socrates (Greek philosopher)" （页面存档备份，存于）. Encyclopædia Britannica. Retrieved September 12, 2013.
10. ↑  R. G. Frey (January 1978).
11. ↑  "The Long History of Censorship" （页面存档备份，存于）, Mette Newth, Beacon for Freedom of Expression (Norway), 2010
12. ↑  Bradbury, Ray. Fahrenheit 451. Del Rey Books. April 1991.
13. ↑  The Illustrated London News, March 15, 1873, page 243
14. ↑  , Freemuse Secretariat,   [2012-08-25], （原始内容存档于2008-11-06）
15. ↑  Ian Mayes. . The Guardian. 2005-04-23  [2007-01-21]. （原始内容存档于2007-02-11）.
16. ↑  . The Observer. 2002-01-27  [2007-01-21]. （原始内容存档于2007-08-28）.